# Annika Fazokas
Annika Fazokas (* 6. April 1997 in Zell am See) ist eine österreichische Eishockeyspielerin, die seit April 2023 beim EV Zug Women’s Team in der Schweizer Women’s League unter Vertrag steht.

## Karriere
Annika Fazokas stammt aus dem Nachwuchs des EK Zell am See, bei dem sie als eines von vier Mädchen die ansonsten männlichen Nachwuchsmannschaften durchlief. Im März 2013 absolvierte sie ihr erstes internationales Turnier, als sie für die österreichische U18-Auswahl an der Eishockey-Weltmeisterschaft der U18-Frauen 2013 in der Division I teilnahm. Wenige Wochen zuvor hatte sie bereits ihr Debüt für die österreichische Eishockeynationalmannschaft der Frauen gegeben und nahm mit dieser im April 2013 an der Weltmeisterschaft 2013 der Division IA teil.
Zur Saison 2013/14 wechselte Fazokas von Zell am See zu den DEC Salzburg Eagles, für die sie in der European Women’s Hockey League (EWHL) und im Rahmen der österreichischen Staatsmeisterschaft zum Einsatz kam. Dabei gewann sie mit den Eagles mehrfach den österreichischen Vizemeistertitel und belegte zweimal den zweiten Platz in der EWHL (2016, 2017). Parallel dazu war sie regelmäßig für die U18- und Frauen-Nationalteams ihres Heimatlands aktiv und wurde beim U18-Qualifikationsturnier für die Division I 2014 als beste Verteidiger ausgezeichnet. Zudem schaffte sie bei diesem Turnier die Qualifikation zur Division I. Darüber hinaus vertrat sie Österreich bei den Qualifikationsturnieren für die Olympischen Spiele 2018, 2022 und 2026, erreichte mit der Nationalmannschaft jedoch bisher keine Teilnahme am olympischen Eishockeyturnier.
2019 entschloss Fazokas sich für einen Wechsel nach Nordamerika und spielte für die St. Cloud State Huskies in der WCHA, eine Division-I-Liga der NCAA. Anschließend kehrte sie zu den Salzburg Eagles zurück und spielte für diese weiter in der EWHL. Im Mai 2022 erhielt Fazokas erstmals einen Profivertrag, als sie vom Leksands IF aus der schwedischen SDHL verpflichtet wurde. Nach einem Jahr in Schweden kehrte sie nach Mitteleuropa zurück und erhielt einen Zweijahresvertrag beim EV Zug aus der zweitklassigen SWHL B, mit dem sie 2024 die Meisterschaft gewann und in die erstklassige Women’s League (SWHL A) aufstieg.
Bei der Weltmeisterschaft 2024 der Division IA erzielte Fazokas 9 Scorerpunkte in 5 Spielen und gehörte damit zu den Top-Spielerinnen dieser Spielklasse. Folgerichtig wurde sie als beste Verteidigerin des Turniers ausgezeichnet.
Im Oktober 2024 gewann sie mit dem EV Zug den EWHL Euro Cup 2024. Bei der Weltmeisterschaft der Division IA 2025 schaffte sie gemeinsam mit dem Nationalteam erstmals den Aufstieg in die Top-Division, trug zu diesem Erfolg 4 Tore und 3 Assists bei und wurde am Turnierende als beste Verteidigerin ausgezeichnet.

## Erfolge und Auszeichnungen
- 2014 Qualifikation für die Division I beim Qualifikationsturnier zur U18-Frauen-Weltmeisterschaft
- 2014 Beste Verteidigerin und meiste Torvorlagen beim Qualifikationsturnier zur U18-Frauen-Weltmeisterschaft
- 2024 Meisterin der Swiss Women’s Hockey League B und Aufstieg in die Women’s League mit dem EV Zug
- 2024 Beste Verteidigerin der Weltmeisterschaft der Division IA
- 2024 Beste Torschützin (5 Tore) der Weltmeisterschaft der Division IA
- 2024 Gewinn des EWHL Euro Cup mit dem EV Zug
- 2025 Aufstieg in die Top-Division bei der Weltmeisterschaft der Division IA

## Karrierestatistik
(Legende zur Spielerstatistik: Sp oder GP = absolvierte Spiele; T oder G = erzielte Tore; V oder A = erzielte Assists; Pkt oder Pts = erzielte Scorerpunkte; SM oder PIM = erhaltene Strafminuten; +/− = Plus/Minus-Bilanz; PP = erzielte Überzahltore; SH = erzielte Unterzahltore; GW = erzielte Siegtore; 1 Play-downs/Relegation; Kursiv: Statistik nicht vollständig)